# Tracy McGrady
Tracy Lamar McGrady, Jr. (født 24. maj 1979, i Bartow, Florida) er en tidligere amerikansk professionel basketballspiller, der spillede for Orlando Magic. Han spillede også for flere andre basketballklubber i NBA. Han kom ind i ligaen i 1998 og har tidligere repræsenteret Toronto Raptors, Detroit Pistons, Houston Rockets og New York Knicks. Fra 2012 til 2013 spillede han for den kinesiske basketballklub Qingdao DoubleStar Eagles, hvor han senere vendte tilbage til USA for at spille for San Antonio Spurs i en kort periode.
Han fratrådte som basketballspiller i 2013. Tracy McGrady endte sin karriere i San Antonio Spurs. Siden da har han arbejdet som basketball analytiker for ESPN.
I 2017 blev McGrady optaget i Naismith Memorial Basketball Hall of Fame.

## Klubber
- 1997-2000: Toronto Raptors
- 2000-2004: Orlando Magic
- 2004-2010: Houston Rockets
- 2010: New York Knicks
- 2010-2012: Detroit Pistons
- 2012-2013: Qingdao DoubleStar Eagles
- 2013: San Antonio Spurs

- Wikimedia Commons har flere filer relateret til Tracy McGrady

| Basketballspiller | Spire Denne biografi om en basketballspiller er en spire som bør udbygges. Du er velkommen til at hjælpe Wikipedia ved at udvide den. |